# هيو أوستين كورتيس
هيو أوستين كورتيس هو سياسي كندي، ولد في 3 أكتوبر 1932 في فيكتوريا في كندا، وتوفي بنفس المكان في 27 مايو 2014. حزبياً، نشط في British Columbia Social Credit Party ‏.